# 李俊仁
李俊仁（1930年—2006年1月13日），臺灣臺南縣善化鎮人，外科醫生，從美國帶入新的器官移植技術，1968年創下亞洲第一例腎臟移植成功的手術。

## 生平

### 學生時期
李俊仁出生在台南善化，中學前都隨值醫的父親在祖母的家鄉嘉義度過。李俊仁在高中時原想讀法政外交，但執醫的父親要他繼承衣缽。李俊仁便以公費生讀臺灣大學醫學院，同班同學有洪啟仁和陳楷模。在學期間，李俊仁本想跟隨林宗義研究精神醫學，後選擇時任外科主任林天祐門下學習外科。1965年，醫學院畢業。
實習第六年，李俊仁申請到美國國家衛生院一個月八百多美元的獎學金，到哈佛醫學院就讀外科。他在波士頓時間，向日後諾貝爾生理學或醫學獎得主約瑟夫·默里學習器官移植。1964年，取得東京醫科大學醫學博士。

### 醫生時期
1965年，李俊仁從美國回臺灣。學成返國後，李俊仁把自己的所學帶進台大醫院，和朱樹勳、陳維藩、李治學、馮光憲、鄭仁澤等人開始作動物試驗。李俊仁白天忙著為病患動手術，假日還得到醫院餵狗吃抗排斥藥物。李俊仁需守候在狗籠子旁，觀察狗的血壓、體溫和白血球增減，並以選用壓制排斥作用的藥物。李俊仁回憶為腎臟移植實驗，總計殺了兩百多條狗，豬不計其數。
1967年5月2日，李俊仁以外科主治醫師身分宣布腎臟移植外科手術試驗成功，因此需要善心人奉獻以幫助四位需要腎臟的病人。1968年5月15日，腎臟移植小組確定以院長邱仕榮為組長、江萬煊為小組召集人，以李俊仁等執行手術、陳萬裕作內科、楊思標作實驗診斷、沈銘鏡負責血庫等。5月27日，腎臟移植小組為病患吳祥振移植父親吳長早的腎臟。在病患觀察多天後，次月11日，邱仕榮宣布腎臟移植手術成功，成為亞洲第一個腎臟移植成功的手術。該年，獲十大傑出青年。
接著一年來，第二例的彰化縣農民呂文德也換腎成功，第三例的耳鼻喉科醫師張恆亮因血管問題而十天後失敗，第四例菲律賓的韓漢基手術不久就死，第五例王蕙芬則是首度從死者移植來。1969年7月30日，在第六例為病患鍾國樑移植母親李數蘭的腎臟後，因小組發生移植觀念歧異，原先手術小組除李俊仁、李治學、馮光憲、陳維藩外科外，其餘權威教授林溟鯤、李光宜、江萬煊沒參加手術行列，小組宣告解散。
1972年，李俊仁任台大醫學院教授。
李俊仁在1987年8月3日接替林朝京任臺灣省政府衛生處長，直到1991年6月1日由林克用接任。
1995年，李俊仁的研究團隊發現腎臟移植者出細胞交移現象，為繼匹茲堡大學後第二個證實的團隊。退休前幾年，李俊仁與台灣養豬科學研究所的杜清富合作，研究是否可在豬隻培養器官移植手術所需的人體器官。2000年8月，國際移植醫學會理事會頒獎給全球十二位對器官移植有卓越貢獻醫學家，李俊仁即為其一。10月10日，接任國際外科醫學會理事長，為首位擔任該職位的台灣醫師。

### 退休時期
2001年1月13日，李俊仁以教授身分退休。次年，回憶錄《生命的火焰》出版。
2005年農曆過年期間，李俊仁被家人發現中風摔倒後長期昏迷，以至於3月27日移植醫學會頒發的終生成就獎是由兒子李乃信代領。2006年1月13日，李俊仁因心肺衰竭病逝於台北市中心診所，享壽七十六歲。1月17日在雙連長老教會舉行追思禮拜時，台大醫院院長戴東原、衛生署長侯勝茂、台大醫院外科部主任李伯皇、創傷醫學部主任李元麒、心臟外科教授王水深等門生、故舊都出席。

## 家庭
李俊仁自祖父就世代為醫，父親為醫生李連頂，家境在父親輩敗落，二二八事件時在嘉義市的家產遭焚毀。
李俊仁是醫學院畢業實習第三年結婚，有三位兒子。李俊仁原先嗜菸，但菸斗屢被妻子偷丟，既使藏起來也一樣，只好戒菸。